# Armand Reclus
Pour les articles homonymes, voir Reclus.
Armand Reclus, né le 13 mars 1843 à Orthez  (Pyrénées-Atlantiques) et mort le 9 janvier 1927 à Sainte-Foy-la-Grande (Gironde) est un ingénieur naval et géographe français, considéré comme l'un des pères du canal de Panama.
L'un des « cinq frères Reclus », très doué pour les langues, il est major de sa promotion à l'école navale impériale en 1862. Pendant dix ans, il participe à des campagnes dans le Pacifique et aux conquêtes coloniales françaises en Indochine.
Également géographe, il prend part de 1876 à 1878 à l'exploration de la région du Darien organisée par Ferdinand de Lesseps. Le tracé du canal de Panama qu'il propose est adopté en 1879 lors du Congrès international de géographie face à dix autres projets. Il dirige le chantier de percement à son démarrage mais démissionne en 1882, face à l'ampleur inattendue des difficultés.
Après avoir quitté la marine française, il devient à partir de 1885 le propriétaire de plusieurs exploitations viticoles en France et en Tunisie, où il passe la majeure partie de son temps. Définitivement revenu en France en 1911, il est en 1927 le dernier des frères Reclus à mourir, après être tombé dans un relatif anonymat.

## Biographie

### Origines et études
De son nom complet Elie Armand Ebenhezer Reclus, il naît à Orthez le 13 mars 1843. Il est chronologiquement le quatrième des cinq frères Reclus, parmi les quatorze enfants du pasteur protestant Jacques Reclus et de son épouse Zéline.
Comme ses frères aînés, il réalise sa scolarité au collège protestant de Sainte-Foy-la-Grande, où son père avait été professeur, puis est envoyé en Allemagne à Neuwied dans une confrérie protestante (les Frères Moraves). Il y acquiert une parfaite maîtrise de l'anglais et de l'allemand, et parle également espagnol, suédois et hollandais.
Revenu en France en 1857, il intègre à l'âge de seize ans l'école navale impériale. Pour cela, il bénéficie d'une bourse accordée à l'unanimité par le conseil municipal d'Orthez, ses parents, qui y sont considérés comme des bienfaiteurs n'ayant pas les moyens de financer ses études. Il se lie d'amitié avec l'un de ses camarades de promotion, Lucien Napoléon Bonaparte-Wyse.

### Officier de marine
Il sort de l'école navale major de sa promotion le 1er août 1862, et est affecté à Toulon comme aspirant de 2e classe. Il participe les années suivantes à plusieurs campagnes dans les mers de Chine et du Japon, prend part à des conquêtes coloniales en Indochine, en profite pour apprendre le chinois.
En 1864, il est nommé aspirant de 1re classe. Jusqu'en 1867, il est chef de quart sur une frégate à voile, l'Isis. En 1869, il passe par La Nouvelle-Calédonie, la Chine et le Japon, où il séjourne l'année suivante et est promu lieutenant de vaisseau. De retour en France, il est de 1872 à 1874 basé à Toulon comme officier sur L'Alexandre, un vaisseau à hélice de 800 cv. Pendant cette période, il apprend le russe.
Le 8 décembre 1874, il épouse à Sainte-Foy-la-Grande Eva Guignard (1853-1948), fille d'un négociant en vins. En 1875, en mission de reconnaissance en mer Baltique, il est arrêté par l'Allemagne et passe cinq mois en prison pour avoir dessiné sans autorisation des forteresses côtières. Expulsé vers la France, il est ensuite affecté au cabinet du ministre de la Marine. La même année, il devient membre de la Société de géographie de Paris grâce au parrainage de son frère Onésime. Sa fille unique Jeanne (1875-1940) naît le 8 octobre.
Lorsque Ferdinand de Lesseps charge Lucien Napoléon Bonaparte-Wyse du tracé d'un canal reliant les océans atlantique et pacifique au niveau du Darien, celui-ci choisit son ami Armand Reclus comme second.

### Géographe, un des pères du canal de Panama

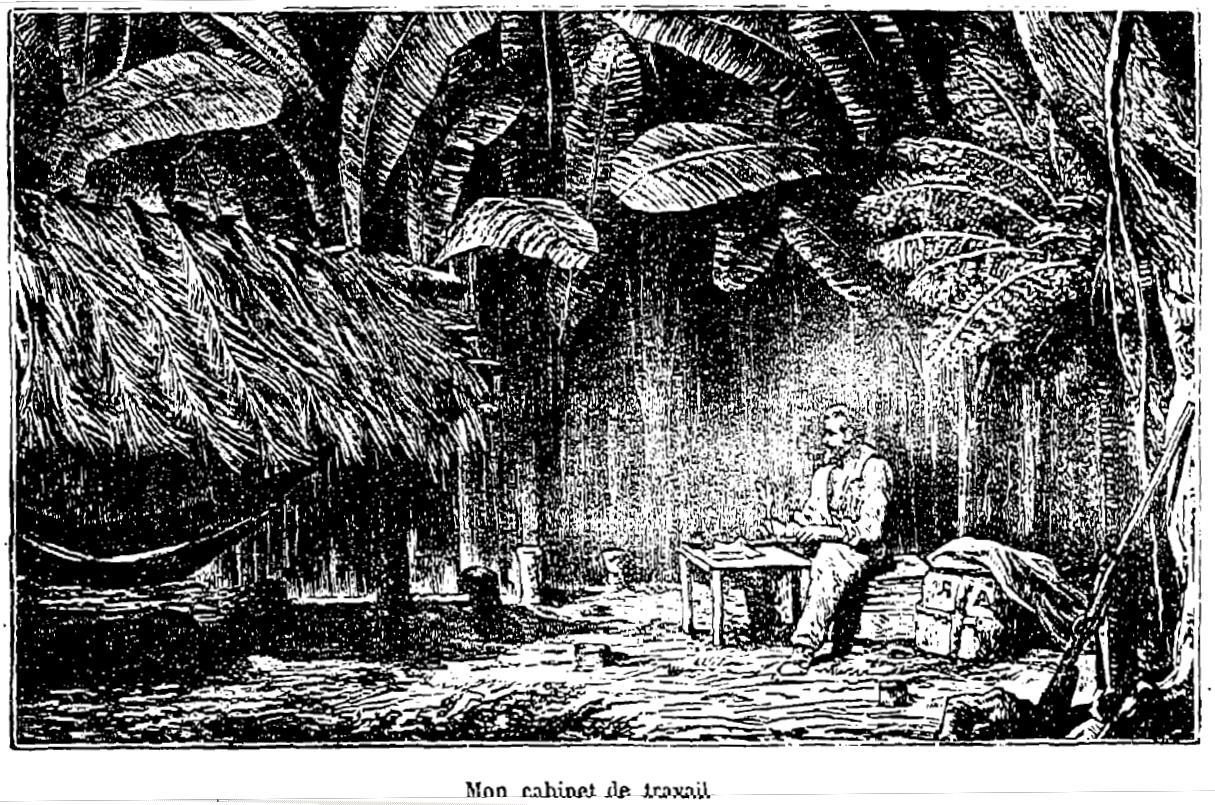
Armand Reclus au travail dans la forêt tropicale du Darien.

Wyse et lui embarquent sur Le Lafayette le 7 novembre 1876 à la tête d'une équipe internationale de scientifiques, pour une première expédition qui dure jusqu'en avril 1877, durant laquelle trois membres de cette équipe périssent. Une seconde expédition se déroule de novembre 1877 à mai 1878, Armand Reclus y frôlant plusieurs fois la mort. Au milieu de la forêt tropicale, il prend des notes, fait des relevés, réalise des cartes, afin d'établir le meilleur tracé pour le futur canal de Panama, alors en concurrence avec un projet américain au Nicaragua. Il décrit ces explorations dans plusieurs publications, dont une coécrite avec Wyse. Lors de ces voyages il assiste notamment à l'incendie de Panama du 7 mars 1878.

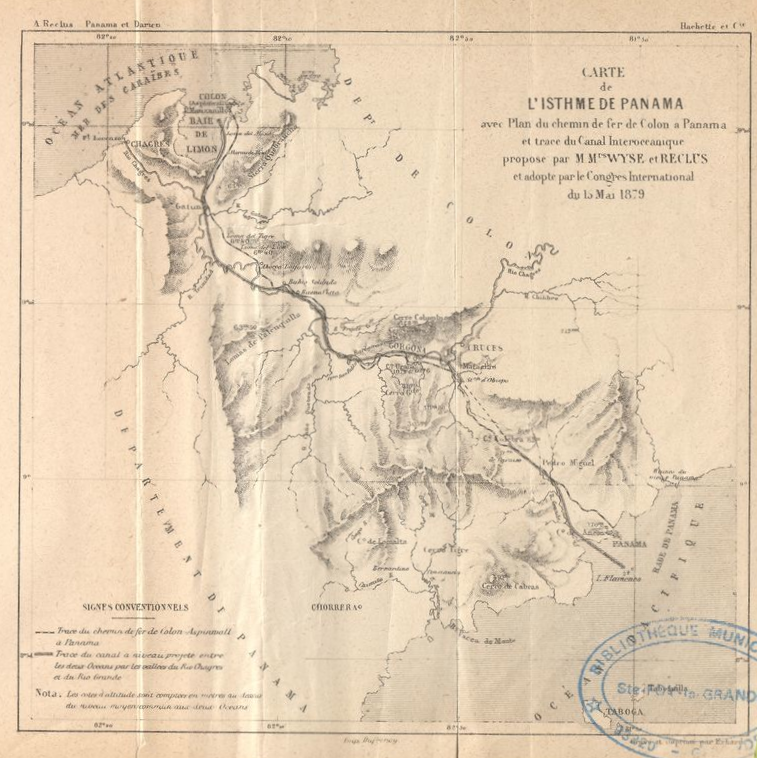
Croquis du projet du canal de Panama publié en 1881.

Wyse absent, Armand Reclus défend le projet du canal de Panama devant le congrès international de géographie qui se tient à Paris en 1879, parmi dix autres propositions. Le projet validé est confié à Ferdinand de Lesseps. Armand Reclus, qui avait réintégré le ministère de la Marine de 1881, en demande son détachement pour organiser le démarrage du chantier. Face à des difficultés bien plus importantes que prévu, il démissionne de son poste le 1er juillet 1882, après un an et demi d'efforts, et réintègre la marine française.

### Viticulteur
Il quitte définitivement la marine en 1885 pour s'installer en Tunisie à la tête d'un grand domaine viticole, qui lui sert de « laboratoire expérimental ». Il y passe le plus clair de son temps, entrecoupé de séjours à Paris et au château d'Eynesse, (canton de Sainte-Foy-la-Grande), où il est également propriétaire de vignes. Il reçoit une médaille d'or pour ses vins tunisiens lors de l'Exposition universelle de 1889.
Il cède la direction de son exploitation tunisienne à son gendre André Joubin, et s'installe définitivement en 1911 à Eynesse, où il vit discrètement. À la fin de sa vie, dans la ligne des idées de la droite militaire de l'époque, il devient un partisan de l'Action française, se distinguant nettement de ses frères anarchistes ou socialistes.

En 1923, il est élevé au grade d'officier de la Légion d'honneur par le président de la République, peu de temps avant l'inauguration officielle du monument en l'honneur des bâtisseurs du canal à Panama. Dernier des cinq frères Reclus encore vivant, il meurt à Eynesse  le 9 janvier 1927 et est enterré dans le petit cimetière familial en bordure d'une parcelle de vignes, au lieu-dit Jarnac.

## Publications
- Le Canal interocéanique et les explorations dans l’Isthme américain, Bulletin de la Société de géographie commerciale de Paris, v. 1, 1879[24].
- Le canal interocéanique, 1879, avec Lucien Napoléon Bonaparte-Wyse.
- Explorations aux isthmes de Panama et de Darien, Le Tour du monde, vol. 39, nos 991-1016 du 1er semestre 1880 et vol. 40, nos 1017-1042 du 2e semestre 1880.
- Panama et Darien, Voyages d’exploration (1876-1878), Paris, Hachette, 1881.
- Panama et Darien, Voyages d’exploration (1876-1878), Eaux-Bonnes, Pédelahore-Transhumance, texte complet, et orthographe entièrement révisée  (ISBN 9791093533346).

## Hommages

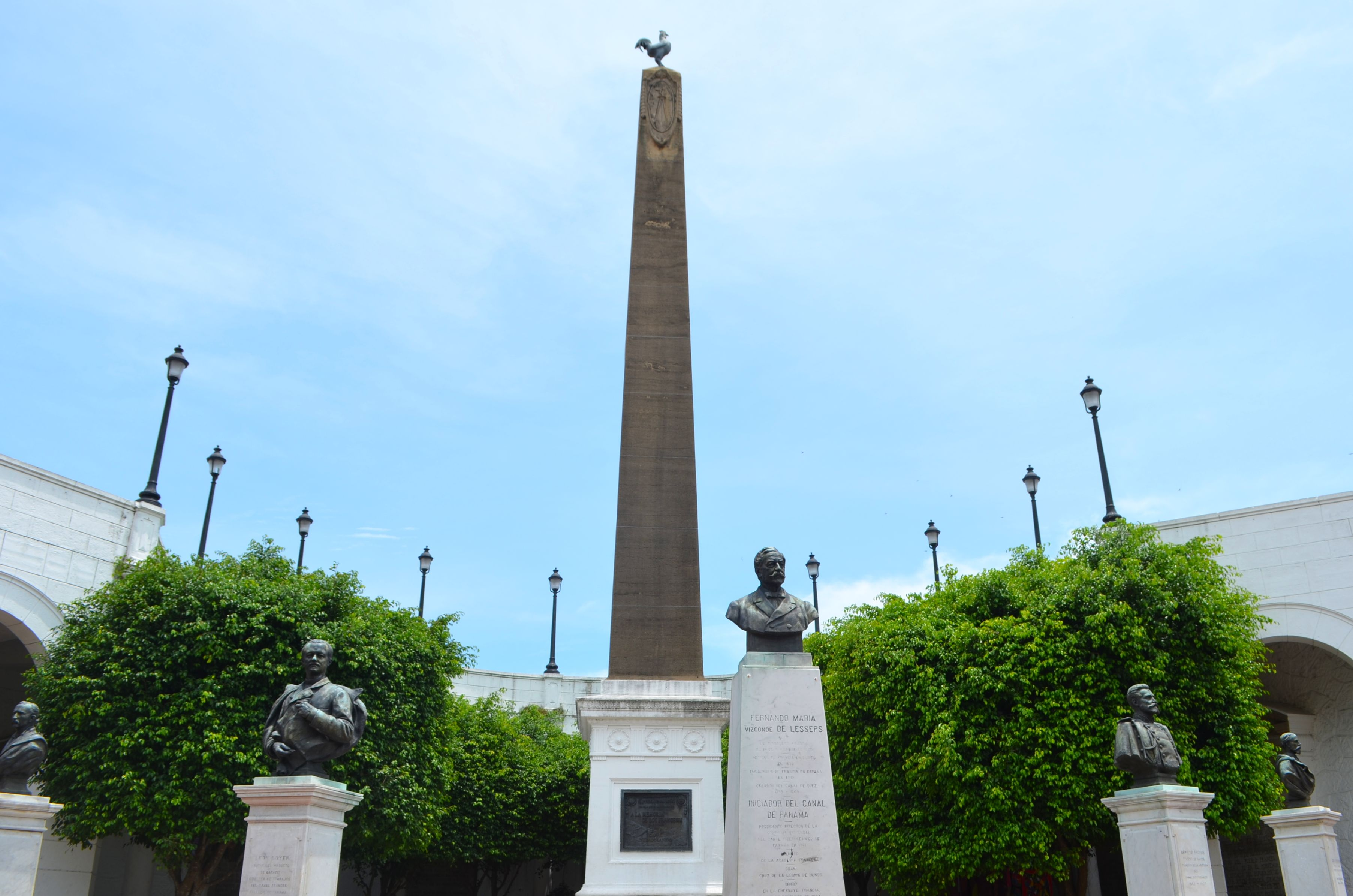
Monument en l'honneur des bâtisseurs du canal de Panama. Le buste d'Armand Reclus y figure à la gauche de celui, central, de Ferdinand de Lesseps.

- Buste en bronze sur la Plaza de Françia à Panama, dans le cadre d'un monument en hommage aux bâtisseurs du canal de Panama.

- Plusieurs rue des Frères Reclus à Capdenac-Gare (Aveyron), Choisy-le-Roi (Val-de-Marne), Le Fleix (Dordogne), Orthez (Pyrénées-Atlantiques), Sainte-Foy-la-Grande (Gironde).

#### Vidéo
- Gérard Fauconnier, Le génie des frères Reclus, conférence à la Médiathèque André Labarrère, Pau, 16 février 2012.